# سوجين
سوجين (بالإيطالية: Società Gestione Impianti Nucleari)‏ (شركة إدارة المحطات النووية)، هي شركة إيطالية مسؤولة عن التفكيك النووي وكذلك إدارة والتخلص من النفايات المُشعة الناتجة عن العمليات الصناعية والبحثية والطبية.